# Sia Furler
Sia Kate Isobelle Furler (IPA: siːə; Adelaide, Ausztrália, 1975. december 18. –) ausztrál énekes és dalszerző. Adelaide-ben született és nőtt fel, karrierjét az 1990-es évek közepén a Crisp nevű acid jazz zenekar énekesnőjeként kezdte. Amikor a Crisp 1997-ben feloszlott, Ausztráliában megjelentette debütáló stúdióalbumát, az OnlySee-t. Ezután Londonba költözött, ahol a Zero 7 brit formáció háttérénekeseként dolgozott. Sia 2001-ben adta ki második stúdióalbumát Healing Is Difficult címmel, majd 2004-ben a harmadikat Colour the Small One címmel.
Sia 2005-ben New Yorkba költözött, és az Egyesült Államokban turnézott. Negyedik és ötödik stúdióalbuma, a Some People Have Real Problems és a We Are Born 2008-ban, illetve 2010-ben jelent meg, és mindkettő arany minősítést kapott az Ausztrál Hanglemezipari Szövetségtől, és nagyobb figyelmet keltettek, mint korábbi albumai. Sia nem érezte jól magát növekvő hírneve miatt, ezért szünetet tartott az előadói karrierjében, és más művészeknek kezdett dalokat írni. Olyan sikeres felvételek fűződnek a nevéhez, mint a Titanium (David Guetta), a Diamonds (Rihanna) és a Wild Ones (Flo Rida).
2014-ben Sia áttörést ért el szólóelőadóként, amikor hatodik stúdióalbuma, az 1000 Forms of Fear az első helyen debütált az amerikai Billboard 200-as listán. Megjelent róla a Chandelier című kislemeze, amely világszerte bekerült a slágerlisták Top 10-es mezőnyébe. Maddie Ziegler az énekesnő állandó társává vált, videóklipekben és élő előadásokban is egyaránt fellépett Sia mellett táncosként. Az album megjelenése óta Sia általában parókát visel, amely eltakarja az arcát, hogy megóvja magánszféráját. 2016-ban This Is Acting címen kiadta hetedik stúdióalbumát, melynek Cheap Thrills című dalával megszerezte szólóelőadóként először az amerikai Billboard Hot 100 első helyét. Ugyanabban az évben indította el Nostalgic for the Present című turnéját; a táncosok között szerepelt Ziegler is. Nyolcadik stúdióalbuma, az Everyday Is Christmas 2017-ben jelent meg, majd 2018-ban három bónusz számmal újra kiadták. 2018-ban az LSD formáció alatt együttműködött Labrinth-szal és Diplóval és 2019 áprilisában megjelentették a supergroupról elnevezett debütáló stúdióalbumukat. Sia számos filmhez írt dalokat, és ő rendezte a Music című játékfilmet is, amely 2021 elején jelent meg a Music - Songs from and Inspired by the Motion Picture című albummal együtt. Tizedik albuma, a Reasonable Woman 2024 májusában jelent meg.
Sia az állatok jogainak elkötelezett szószólója. Elismerései között szerepel számos ARIA Music-díj, kilenc Grammy-jelölés és egy MTV Video Music Awards-díj.

## Gyermekkora és iskolái
Sia Kate Isobelle Furler 1975. december 18-án született a dél-ausztráliai Adelaide-ben. Édesapja, Phil Colson zenész, édesanyja, Loene Furler pedig tanár. Az énekesnő Kevin Colson színész unokahúga. Elmondása szerint gyerekként Aretha Franklin, Stevie Wonder és Sting előadói stílusát utánozta, akiket korai hatásaiként említ. Az Adelaide High School tanulója volt.

## Pályafutása
Az 1990-es évek közepén Sia a Crisp nevű helyi acid jazz zenekar énekesnőjeként kezdte karrierjét. Sia együtt dolgozott a zenekarral, és közreműködött a Word and the Deal (1996) című albumon és a Delirium (1997) című középlemezen. 1997-ben a zenekar feloszlását követően, Sia OnlySee címmel december 23-án kiadta debütáló stúdióalbumát a Flavoured Recordsnál Ausztráliában. Az albumból körülbelül 1200 példányt adtak el. Későbbi albumaitól eltérően az OnlySee-t teljes nevén, „Sia Furler” néven forgalmazta. Producere Jesse Flavell volt.

### 1997–2006: Zero 7,Healing Is DifficultésColour the Small One

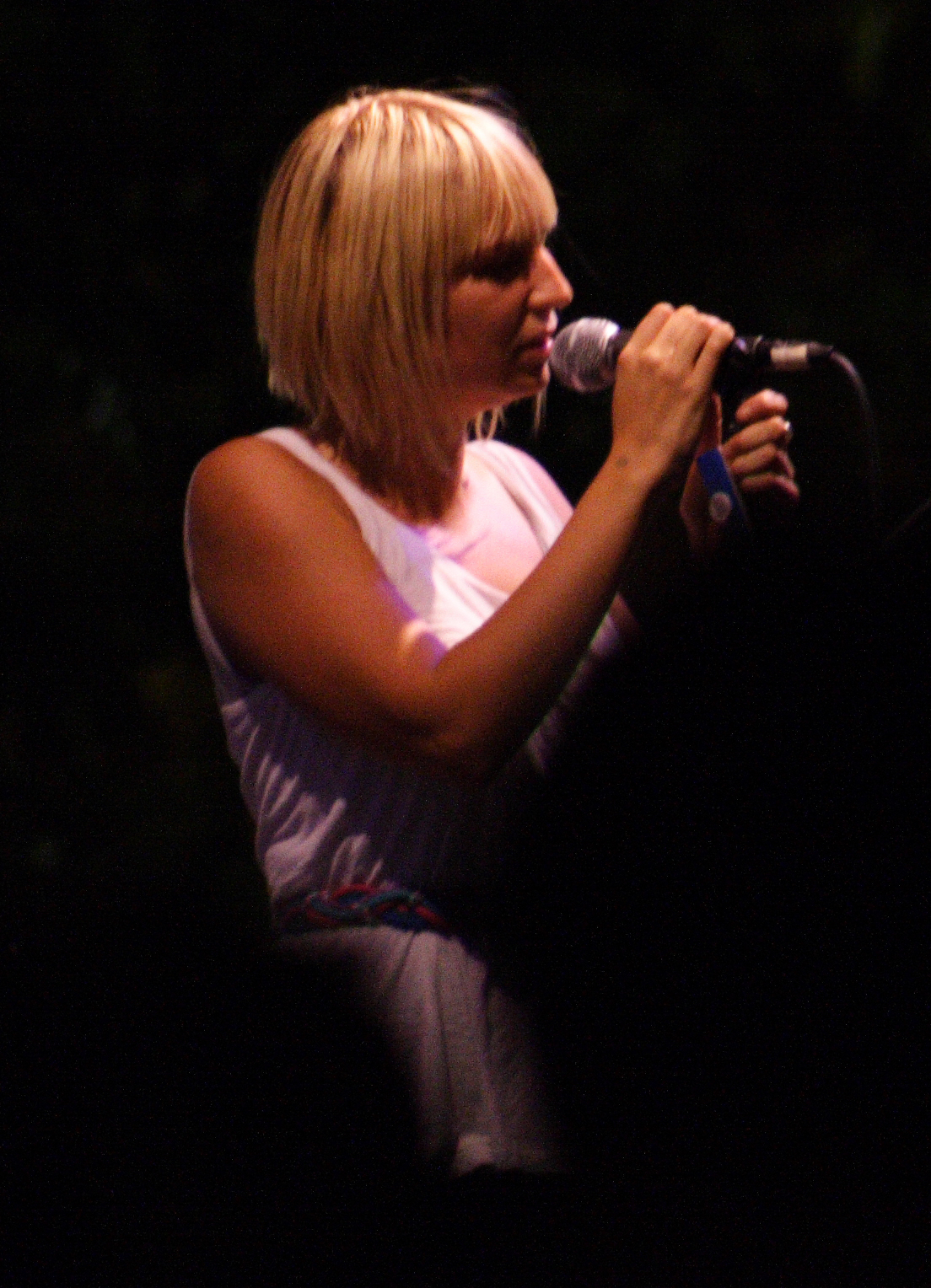
Sia koncert közben 2006-ban

Miután a Crisp 1997-ben feloszlott, Sia Londonba költözött, ahol a brit Jamiroquai együttes háttérénekeseként szerepelt. Az angol downtempo együttes, a Zero 7 első három stúdióalbumán is énekelt, és turnézott a csapattal. A Zero 7 2001-es Simple Things című albumán Sia két számban is közreműködött, köztük a Destiny című kislemezen, amely a brit kislemezlistán a 30. helyig jutott. 2004-ben vokálozott a Zero 7 Somersault és Speed Dial No. 2 című dalain (a When It Falls albumról). 2006-ban Sia ismét együttműködött a Zero 7-tel a harmadik, The Garden című albumukon.
2000-ben Sia lemezszerződést kötött a Sony Music Dance Pool nevű alkiadójával, és kiadta első kislemezét, a Taken for Granted-et, amely a brit kislemezlistán a 10. helyig jutott. 2001-ben jelent meg második szólóalbuma, a Healing Is Difficult, amely a retro jazz és a soul zenét ötvözi. Az album egy megemlékezés az énekesnő első, balesetben elhunyt szerelméről és a dalok a történtek feldolgozásáról szólnak. Sia nem volt megelégedve a lemez promóciójával, így menesztette menedzserét, elhagyta a Sony Musicot, és a Universal Music Group (UMG) leányvállalatához, a Go! Beathez szerződött. 2002-ben az APRA Awards-díjátadón Sia dalszövegíróként nyert díjat a brisbane-i Aneiki popduó (Jennifer Waite és Grant Wallis) mellett.
2004-ben Sia kiadta harmadik stúdióalbumát Colour the Small One címmel. Az album az akusztikus hangszerek és az elektronikus háttérzene keverékét alkalmazza anyagában. Az albumról négy kislemez jelent meg, köztük a Don’t Bring Me Down és a Breathe Me. Utóbbi felkerült az Egyesült Királyság, Dánia és Franciaország slágerlistájára.
Elégedetlenkedve a Colour the Small One gyenge marketingjével és azzal, hogy az album nem tudott kapcsolatot teremteni a mainstream közönséggel, Sia 2005-ben New Yorkba költözött. Ez idő alatt a Breathe Me megjelent a Sírhant művek című amerikai HBO tévésorozat zárójelenetében, ami hozzájárult Sia hírnevének növeléséhez az Egyesült Államokban. Ennek következtében Sia menedzsere, David Enthoven országos turnét szervezett, hogy fenntartsa népszerűségét.

### 2007–2010:Some People Have Real ProblemsésWe Are Born

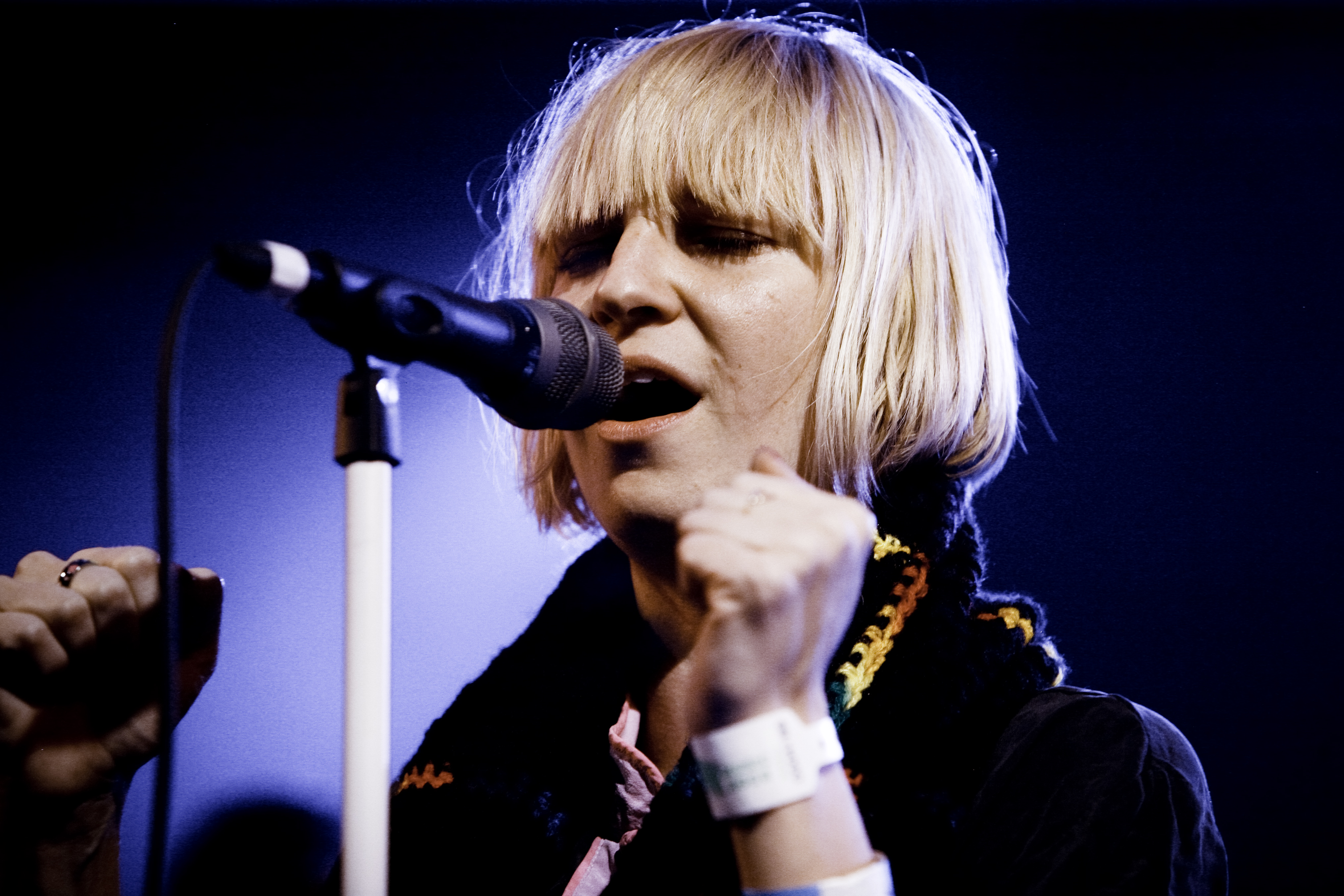
Sia fellépés közben a South by Southwest rendezvényen 2008-ban

2007-ben Sia kiadott egy koncertalbumot Lady Croissant címmel, melyre többek között nyolc, a 2006-os New York-i Bowery Ballroombeli fellépésén rögzítésre került dal és egy stúdiófelvétel, a Pictures is felkerült. Egy évvel később barátságos viszonyban távozott a Zero 7-ből, helyét Eska Mtungwazi vette át a zenekar énekesnőjeként. Sia 2008. január 8-án adta ki negyedik stúdióalbumát, Some People Have Real Problems címmel. Az album a 41. helyen végzett Ausztráliában, és az Australian Recording Industry Association arany minősítést adott neki. Az amerikai Billboard 200-as listán a 26. helyen szerepelt, és ez lett Sia első listás lemeze az Egyesült Államokban. A Some People Have Real Problems-ről négy kislemez jelent meg, köztük a The Girl You Lost to Cocaine. Hollandiában a 11., Spanyolországban pedig a 12. helyen végzett; az amerikai Hot Dance Club Songs listán a 8. helyig jutott. Az album egy másik kislemeze a Soon We’ll Be Found volt.
2009 májusában Sia kiadta a TV Is My Parent című DVD-t, amely egy élő koncertet tartalmaz a New York-i Hiro Ballroomban, négy videóklipet és kulisszák mögötti felvételeket. A 2009-es ARIA Music Awards díjátadón Sia a TV Is My Parent című DVD-ért A legjobb zenei DVD kategóriában nyert. Emellett a Some People Have Real Problems című albumáért A legjobb új előadói album kategóriában is jelölést kapott.
2009-ben Christina Aguilera amerikai énekesnő megkereste Sia-t, hogy írjon balladákat Aguilera hatodik stúdióalbumához. Végeredményként a Bionic négy olyan dalt tartalmaz, amelyek írásában Sia is részt vett. Később, 2010-ben Sia társszerzője volt a Bound to You című dalnak a Burlesque című film soundtrackjéhez, amelyben Aguilera és Cher játszottak. A dalt a 68. Golden Globe-gálán jelölték A legjobb eredeti dal kategóriában. 2011 májusában Sia megjelent a The Voice amerikai változatának első évadában, mint Aguilera tanácsadója, aki énektanárként és zsűritagként működött közre.
2010 júniusában Sia kiadta ötödik stúdióalbumát We Are Born címmel. A kiadvány az ARIA Albums Chart második helyén végzett, és az Ausztrál Hanglemezipari Szövetség arany minősítést adott neki. Az album megjelenését három kislemez előzte meg: az első kislemez, a You’ve Changed 2009 decemberében jelent meg, és a 31. helyen szerepelt az ausztrál kislemezlistán. Az ezt követő kislemez, a Clap Your Hands Ausztráliában a 17., Hollandiában a 10., Svájcban pedig a 27. helyen végzett. A 2010-es ARIA Music Awards-on a We Are Born két kategóriában is győzött: Legjobb független kiadvány és Legjobb pop kiadvány. Eközben a 2011-es APRA Music Awards-on Sia a Clap Your Hands című daláért Az év dala jelöltjei között szerepelt. A We Are Born népszerűsítésére Sia 2010 április-májusában a We Meaning You turné keretein belül koncerteket adott Észak-Amerikában és Európában. Ezt követte a We Are Born turné, amely 2011 februárjában Ausztráliába, majd 2011 július-augusztusában Észak-Amerikába látogatott.

### 2010–2013: Dalszerzői karrier és mainstream elismerés

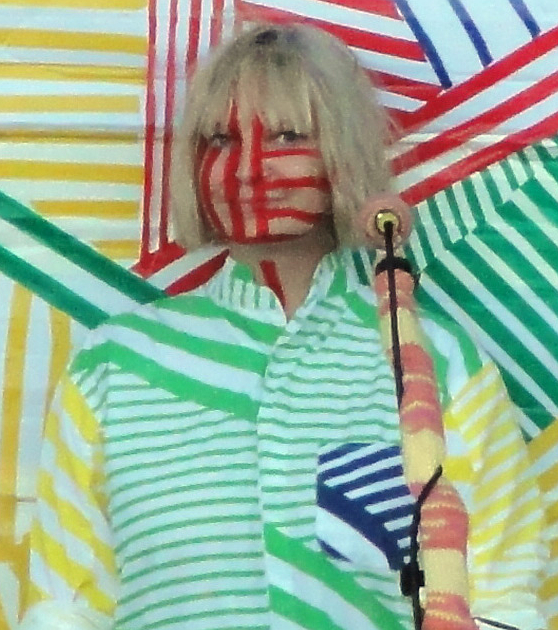
Sia fellépés közben 2011-ben

A We Are Born sikere után Sia kényelmetlenül érezte magát növekvő hírneve miatt. Később a The New York Timesnak nyilatkozott: „Csak magánéletet akartam élni. Egyszer, amikor egy barátom éppen arról beszélt, hogy rákos, valaki odajött hozzám, és a beszélgetés közepén megkérdezte, hogy csinálhat-e velem egy közös fotót. Érted már? Ennyi elég, nem?” Nem volt hajlandó promótálni a turnéit, a színpadon elfedte arcát, és egyre inkább függővé vált a drogoktól és az alkoholtól; öngyilkosságot fontolgatott. Sia elbocsátotta Enthovent, és felvette Jonathan Danielt, aki azt javasolta, hogy írjon dalokat más előadóknak.
Sia visszavonult az előadóművészi pályától, és dalszerzői karrierbe kezdett. Nem sokkal később megírta a Titanium című dalt Alicia Keys amerikai énekesnőnek, de később elküldte David Guettának, aki Sia eredeti demóvokálját is felvette a dalra, és 2011 decemberében kislemezként kiadta. A Titanium az Egyesült Államokban, Ausztráliában és számos európai régióban a Top 10-ben szerepelt a slágerlistákon. Sia azonban így emlékezett vissza: „Nem is tudtam, hogy ez fog történni, és nagyon feldúlt voltam. Mivel épp akkor vonultam vissza, popdalszerző akartam lenni, nem előadó”.
2011 és 2013 között Sia számos előadónak, köztük Beyoncénak, Kylie Minogue-nak, Flo Fridának és Rihannának is írt dalokat. 2011 decemberében felvette Flo Rida-val közös dalát, a Wild Ones-t, amely a Billboard Hot 100-as listáján az ötödik helyig jutott, és 2012-es év tizedik legkelendőbb dala lett világszerte. 2012 márciusában Sia egy Greatest Hits-albumot adott ki Ausztráliában Best Of... címmel.

### 2013–2014: Áttörés a1000 Forms of Fearalbummal
2013 októberében Sia kiadta az Elastic Heart című dalt The Weeknd és Diplo közreműködésével Az éhezők viadala: Futótűz (2013) című amerikai film soundtrackjére. Sia volt Brooke Candy 2014 májusában megjelent debütáló EP-jének, az Opulence-nek executive producere, és három dalt írt a lemezre. 2014 júliusában Sia kiadta hatodik stúdióalbumát 1000 Forms of Fear címmel. Ismét Greg Kurstinnel dolgozott együtt. Az album az első helyen debütált az amerikai Billboard 200-as listán, az első héten 52 000 eladott példányszámmal. 2015 októberére a RIAA arany minősítést adott neki, ami 500 000 albummal egyenértékű egységet jelent az Egyesült Államokban. A lemez Ausztráliában az első helyen végzett, és számos európai országban a Top 10-be került. A Brit Hanglemezgyártók Szövetsége ezüst minősítést adott neki, az Ausztrál Hanglemezipari Szövetség pedig aranyat. 2016 elejére az albumból világszerte 1 millió példányt adtak el.
Az 1000 Forms of Fear első kislemeze, a Chandelier 2014 márciusában jelent meg. A dal a nyolcadik helyen végzett az amerikai Billboard Hot 100-as listáján, ezzel Sia első slágerlistás dala lett, mint önálló előadó. A dal máshol is hasonló kereskedelmi sikert aratott, Ausztráliában és számos európai országban a Top 10-ben szerepelt a slágerlistákon. 2015 januárjáig a kislemez 2 millió példányban kelt el az Egyesült Államokban. Az Eye of the Needle és a Big Girls Cry 2014 júniusában jelentek meg az album második, illetve harmadik kislemezeként. 2015 januárjában Sia kiadta az Elastic Heart szóló verzióját az 1000 Forms of Fear negyedik kislemezeként; a dal végül a Hot 100 Top 20-as mezőnyébe került. A 2015-ös Grammy-gálán a Chandelier négy Grammy-jelölést kapott Az év dala, Az év felvétele, A legjobb szóló popénekes teljesítmény és A legjobb videóklip kategóriákban.
Az 1000 Forms of Fear dalainak előadásakor Sia úgy döntött, hogy nem mutatja meg az arcát, vagy elfordul a közönségtől, vagy elrejti azt túlméretezett platina szőke parókák mögött. A Chandelier, Elastic Heart és Big Girls Cry című kislemezekhez készült videóklipekben, amelyeket Ryan Heffington koreografált, és Sia és Daniel Askill közösen rendezett, valamint számos promóciós élő fellépésen a gyermektáncos Maddie Ziegler lépett fel Sia szerepében, Sia megszokott hajviseletéhez hasonló szőke bubifrizurában. A három videót összesen több mint 4 milliárdan nézték meg a Vevón. Sia Kristen Wiignek az Interview magazinban megjelent interjújában magyarázta el, hogy azért döntött úgy, hogy eltakarja az arcát, hogy elkerülje a celeb életmódot és megőrizze a magánéletét: „Próbálom némileg kontrollálni az imidzsemet. És megengedhetem magamnak, hogy megőrizzek egy kis magánéletet. De azt is szeretném, ha nem piszkálnának szét, vagy ha az emberek megfigyelnék, ha felszedtem vagy levettem tíz kilót, vagy ha egy hajhosszabbításom nincs a helyén. A legtöbb embernek nem kell ilyen nyomás alatt lennie, és én szeretnék közéjük tartozni”. Az Elastic Heart videóklipje „egyformán váltott ki vitát és elismerést”, mivel egyes kommentelők a táncosok életkora miatt pedofil felhangokat véltek felfedezni benne. Sia elmagyarázta, hogy a két táncos „egymással harcoló "Sia" én-állapotokat” képvisel, de ennek ellenére a Twitteren bocsánatot kért mindenkitől, akit ez „megrázott”. Gia Kourlas 2016-ban azt írta a The New York Timesban, hogy Sia és Heffington együttműködései „többet tettek a popzene tánczenei színvonalának emeléséért, mint szinte bármelyik jelenlegi előadó, aki integrálja a műfajokat”. A Chandelier videóklipjét a Billboard a 2010-es évek tizedik legjobb videóklipjének választotta.
2014-ben Sia közreműködött az Annie című Broadway-musical 2014-es filmadaptációjának filmzenéjén. Sia Greg Kurstin producerrel együtt három új dalt írt a filmhez, valamint elkészítették a musical dalainak átdolgozását. Sia, Kurstin és a film rendezője, Will Gluck a 72. Golden Globe-díjátadón jelölést kaptak A legjobb eredeti dal kategóriában az Opportunity című dalért.

### 2015–2019:This Is ActingésEveryday is Christmas

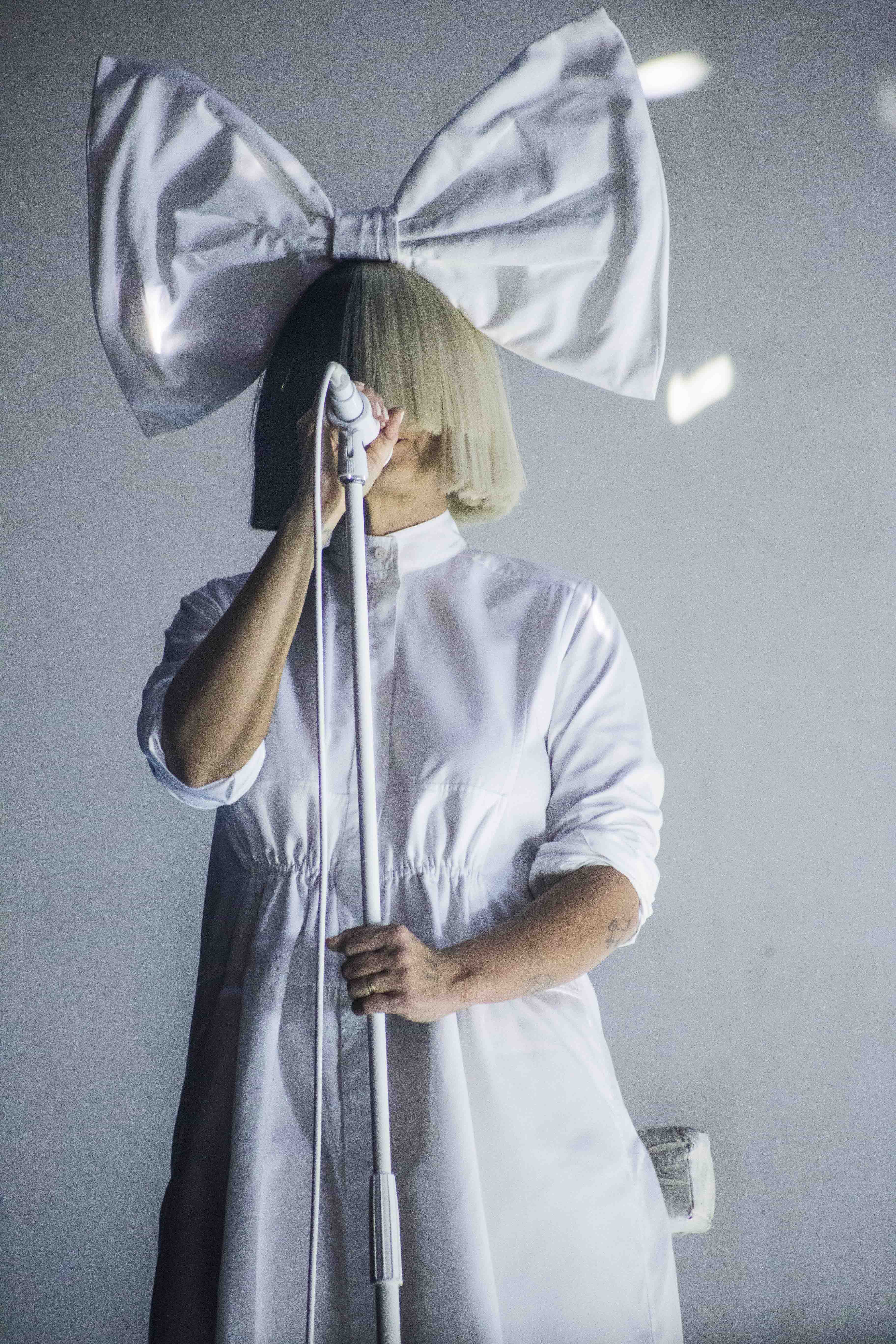
Sia fellépés közben 2016-ban

Az NME-nek 2015 februárjában adott interjújában Sia elárulta, hogy elkészült az 1000 Forms of Fear folytatása, This Is Acting címmel. Az album egy újabb együttműködés volt Greg Kurstin producerrel és társszerzővel. Furler elmondta, hogy azért adta ki az 1000 Forms of Fear-t, hogy eleget tegyen a lemezszerződésében foglaltaknak, és azt tervezte, hogy egyszerűen csak más előadóknak ír dalokat, de az album sikere arra ösztönözte, hogy továbbra is saját zenét írjon. Ugyanebben a hónapban az 1000 Forms of Fear digitális deluxe kiadásával párhuzamosan egy mobiljátékot is kiadott, Bob Job címmel. Az Alive című dalt a This Is Acting című albumról Adele-lel közösen írta, és eredetileg Adele harmadik albumára szánták.
Novemberben Sia együtt dolgozott J. Ralph zeneszerzővel a Racing Extinction című környezetvédelmi dokumentumfilm soundtrackjén, közösen írták és énekelték a One Candle című dalt. Két további dalt is kiadott az albumról Bird Set Free és One Million Bullets címekkel. A Cheap Thrills és a Reaper később az album promóciós kislemezeiként jelentek meg. Végül a Cheap Thrills című kislemez, amelyben Sean Paul is közreműködött, az amerikai Billboard Hot 100-as listájának első helyére került. Sia két videóklipet is kiadott a dalhoz, az egyikben Ziegler és két férfi táncos látható, míg a másikban Sean Paul közreműködésével egy 1950-es évekbeli táncos parti látható; a klip több mint 1,7 milliárd megtekintést ért el.
2016 áprilisában Sia a Coachella Fesztiválon adott egy széles körben elismert előadást, amely világszerte elterjedt az interneten. Fellépését a kritikusok kitörő pozitív fogadtatásban részesítették mint „a Coachella 17 éves történetének egyik legnagyobb pillanatát”, és a 2016-os fesztivál egyik legjobb előadásának nevezték. Ez volt az első teljes koncertje 2011 óta. 2016 májusában Sia meglepetésszerűen megjelent a Survivor: Kaôh Rōng döntőjében, ahol 50 000 dollárt adományozott a versenyző Tai Trangnak. További 50 000 dollárt adományozott egy általa választott állatjótékonysági szervezetnek.
2016 júniusában Sia koncertet adott a coloradói Red Rocks Amphitheatre-ben, ahol Ziegler is fellépett vele. Májustól augusztusig Sia közel egy tucat fesztivál- és egyéb koncertet adott Amerikában, valamint európai és közel-keleti országokban, köztük Portugáliában, Dániában, Svédországban, Finnországban, Magyarországon, Romániában, Lengyelországban, az Egyesült Királyságban, Oroszországban, Libanonban és Izraelben. 2016 szeptemberében megjelentette a The Greatest című kislemezét, amelyben Kendrick Lamar amerikai hiphop előadó is közreműködik. Ugyanezen a napon jelent meg a hozzá tartozó videóklip Zieglerrel – a táncosnő ötödik videóklipes együttműködése Siával és Heffingtonnal. Ők ketten több más táncossal együtt adták elő a dalt, és másnap az Apple éves őszi rendezvényén élőben is előadták a Chandelierrel együtt, ami a média figyelmét is felkeltette.. A YouTube-csatornájára feltöltött videók összesen több mint 12 milliárd megtekintést értek el, és a csatornának több mint 22 millió feliratkozója van.
Sia 2016 szeptembere és novembere között Észak-Amerikában koncertezett a Nostalgic for the Present című turnéjával, melyen Ziegler is közreműködött. Ahogy a Coachellán és az azt követő élő fellépéseken, Sia a színpad hátsó részén jelent meg, arcát a jól ismert parókával eltakarva, miközben táncosai Heffington koreográfiáját adták elő, előre felvett, nagy képernyőkön lejátszott videókkal szinkronizálva. A turné pozitív fogadtatásban részesült: „Hagyta, hogy táncosaié legyen a színpad, akik egyik jelenetet/performanszt a másik után adták elő, miközben Sia szolgáltatta a zenét. ... Ez szembeszállt a popkoncertek minden szokásos szabályával, amelyek általában úgy vannak kialakítva, hogy a közönség minden figyelmét a show sztárjára összpontosítsák. Mégis, Sia merész kockázata kifizetődött, és 2016 egyik legmerészebben eredeti és teljes mértékben kielégítő show-ját eredményezte.” Ed Masley, a The Arizona Republic munkatársa úgy jellemezte a műsort, mint „részben performanszművészet, részben interpretációs tánc”. ... „[Siának] csodálatos hangja volt. ... Annyi nyers érzelem van a dalaiban. És ezt határozottan hallani lehet a hangjában, de még zsigeribbé válik, amikor a táncosok arcáról is leolvasható, különösen Ziegler arcáról. ... Az egész előadás zseniálisan volt megrendezve, egyik dal zökkenőmentesen ment át a másikba”. Sia 2016 októberében kiadta a This Is Acting deluxe kiadását, amely három új számot, a Move Your Body remix változatát és a The Greatest szólóváltozatát tartalmazza. 2017-ben három Grammy-díjra jelölték. Sia társszerzője és előadója volt Zayn platinalemezes kislemezének, a Dusk Till Dawn-nak.
Sia 2017 márciusában a dubaji világbajnokság zárásakor adott koncertet táncosaival együtt, Ziegler vezetésével. 2017 végére meghirdették a Nostalgic for the Present Tour második felvonását ausztrál-ázsiai stadionkoncertekkel.
2017-ben Sia az RCA-tól az Atlantic Recordshoz szerződött. Everyday Is Christmas című karácsonyi albumát 2017 novemberében adta ki az Atlantic és a Monkey Puzzle kiadóknál. Az albumon eredeti dalok szerepelnek, amelyeket Kurstinnel közösen írtak és közösen készítettek. Az albumot a Santa’s Coming for Us és a Snowman című dalokkal népszerűsítette, amelyet a The Voice 13. évadának döntőjében és a The Ellen DeGeneres Show-ban Maddie Zieglerrel együtt adott elő. 2018 novemberében Sia kiadta az album deluxe kiadását, amely három bónusz számot tartalmazott, Target exkluzívként.
2018-ban az LSD formáció alatt Sia együttműködött Labrinth angol zenésszel és Diplo amerikai DJ/lemezproducerrel, hogy kiadjanak négy dalt, amelyek aztán Mountains címmel EP-ként jelentek meg a Spotifyon. Az együttes egy albumot adott ki Labrinth, Sia & Diplo Present... LSD címmel 2019 áprilisában, amely ugyanazt a négy dalt, öt új számot és a korábban Lil Wayne-nel közösen kiadott Genius című számuk remixét tartalmazza. Szintén 2018-ban Sia volt az egyik narrátora a Dominion című ausztrál állatjogi dokumentumfilmnek, és osztozott a Hollywood International Independent Documentary Awards 2018-as kiválósági díjában.

### 2020–jelen:MusicésReasonable Woman
Sia kilencedik albuma, a Music – Songs from and Inspired by the Motion Picture 2021 februárjában jelent meg a Music című film megjelenéséhez kapcsolódóan. Az album a 8. helyet érte el az amerikai Billboard filmzenei albumlistáján, és a 12. helyet az ARIA Charts-on.
Tizedik stúdióalbuma, a Reasonable Woman 2024. május 3-án jelent meg. Mark Kennedy ezt írta az Associated Pressnek: „Sia egy lépést sem veszített [abból a képességéből], hogy a fájdalmas és összetört („I Forgive You”) állapotból az extatikus szerető („Towards the Sun”), majd a bosszúálló, pokolt felszabadító angyal szerepébe váltson, mint az „I Had a Heart” című dalban. ... De ezen a fellépésen a ... mindig fülbemászó Sia másokkal a legérdekesebb. A Chaka Khan duett mellett a legjobb dalok a „Dance Alone” Kylie Minogue-gal, az „Incredible” Labrinth-tal és a „Fame Won't Love You” Paris Hiltonnal”; azonban azt mutatják, hogy Sia „ritkán kapcsol ki harmadik sebességfokozatból” az albumon. Sia vezető producere volt Paris Hilton 2024-es albumának, az Infinite Icon-nak.
A Saturday Church című film zenés színházi adaptációjának premierje 2025 végén lesz az Off-Broadway-n. A filmhez Damon Cardasis és James Ijames könyve, Sia zenéje és dalszövegei, valamint Honey Dijon további zenéje is szerepel.

## Művészete és zenei stílusa
Karrierje kezdetén, a Crisp zenekarral Sia acid jazzt adott elő Ausztráliában, majd később Londonban. Első szóló kislemezével, a Taken for Granteddel a trip-hop stílussal kísérletezett. Amikor csatlakozott a Zero 7-hez, downtempo számokat énekelt.
A Colour the Small One (2004) és a Some People Have Real Problems (2007) című albumokon a jazz és a folktronica irányába mozdult el, bár az album legnagyobb slágere, a Breathe Me alternatív rockként és rockballadaként jellemezhető. A Some People Have Real Problems inkább indie pop stílusban készült. Sia kijelentette: „A Colour the Small One ... nem is származhatna jobban a Kings of Convenience-től, James Taylortól és azoktól a dolgoktól, amiket a Zero 7 játszott a [turné] buszon. Nagyon könnyen befolyásolható vagyok.”
2009-ben, miután elhagyta a Zero 7-et, Sia teljes egészében szólókarrierjének szentelte magát. A We Are Born (2010) különböző popstílusokat, többek között a szintipopot és az R&B-t is magába olvasztotta, az introspektív témákat behatóbb és élénkebb ritmusokkal kísérve. Az 1000 Forms of Fear (2014) a pophoz való kötődését szilárdította meg (nyomokban az elektropop, a reggae és a hip-hop jegyeivel), míg a This Is Acting (2016) nagyrészt olyan dalokból áll, amelyeket Sia más női popelőadók számára írt, de ők nem vették fel azokat az albumukra. Sia a másoknak szóló dalszerzést „színészkedésnek” nevezte. A The Guardian írója, Kitty Empire úgy kommentálta, hogy ez utóbbi album „nyilvánvaló ellenpontja Sia 2014-es, személyesebb hangvételű albumának, az 1000 Forms of Fearnek, amelynek döbbenetes kislemeze, a Chandelier a részeges múltjával foglalkozott. A This Is Acting egyértelművé teszi a gyártás tényét – ez a folyamat a testreszabáshoz hasonló”. A lemezen a reggae és az elektropop is váltakozik az introspektívebb témákkal.
Sia hangját „mély, játékos és erőteljes” hangként jellemezték. 2016-os élő fellépései során Sia zenéje táncot és színházi effekteket felvonultató, performansz-művészet-szerű műsorok része volt. Az MTV News egyik írója úgy vélekedett, hogy „Sia torokhangja, rekedtes énekhangja a védjegye”, míg a The Fader egyik munkatársa megjegyezte, hogy „a Billboard Hot 100-as listáján Sia dalszerzői hangja, amely a depresszióval és a függőséggel foglalkozik, egyedülálló – a tényleges hangja még inkább az”. Az Everyday Is Christmas (2017), Sia első karácsonyi kiadványa egy popalbum, amely a régimódi ünnepi zenének „némi 21. századi popfényt” ad és azoknak készült, akik belefáradtak a klasszikusokba. A Music - Songs from and Inspired by the Motion Picture (2021) tovább bővítette Sia popzenei katalógusát, az albumon az R&B és az EDM mellett több elektropop és reggae is helyet kapott. A National Public Radio „a 21. század legrugalmasabb dalszerzőjének” nevezte Sia-t.

## Egyéb munkák
2014-ben a South Park The Cissy című epizódjában Sia énekelte a fiktív Lorde-számot Push (Feeling Good on a Wednesday) címmel. 2016-ban Sia feldolgozta a Beatles Blackbird című dalát a Netflix eredeti sorozatához, a Beat Bugshoz. A 2017-es My Little Pony: A film című animációs filmben a popsztár Songbird Serenade hangjaként tűnt fel. Egy eredeti dallal, a Rainbow cíművel is hozzájárult a film soundtrackjéhez. Sia írta a dalokat a 2018-as Vox Lux című zenés film soundtrackjéhez, amelynek zenéjét Scott Walker szerezte.
Egy 2007-ben írt története alapján forgatókönyvet írt a 2021-es Music című zenés filmhez, amelyben Ziegler, Kate Hudson és Leslie Odom Jr. játszottak. Sia rendezte a filmet és írta a filmzenét is. A filmet Ausztráliában 2021 januárjában mutatták be, az Egyesült Államokban pedig 2021. február 10-én kiválasztott IMAX-mozikban, majd ezt követte a on-demand megjelenés. A film negatív kritikákat kapott a kritikusoktól, és vitát váltott ki az autizmus ábrázolása miatt. A 78. Golden Globe-díjátadón A legjobb film – musical vagy vígjáték kategóriában kapott jelölést. A Music rendezőjeként Sia később elnyerte A legrosszabb rendezőnek járó Arany Málna-díjat.

## Magánélete

### Párkapcsolatai és családja
1997-ben a Crisp feloszlása után Sia Londonba költözött, akkori szerelmét, Dan Pontifexet követve. Néhány héttel később, egy thaiföldi útja során kapta a hírt, hogy Pontifex meghalt, miután autóbalesetet szenvedett Londonban. Sia visszatért Ausztráliába, de Pontifex egykori lakótársa felkereste őt és visszahívta Londonba. A 2001-es Healing Is Difficult című albumának dalszövegei Pontifex halálával foglalkoznak: „Eléggé ki voltam készülve Dan halála után. Nem igazán éreztem semmit.” Sia egy 2007-es, a The Sunday Times-nak adott interjúban emlékezett vissza a halálának hatására: „Mindannyian le voltunk sújtva, úgyhogy elszálltunk a drogoktól és a Special Brew-tól. Sajnos ez a mámor hat évig tartott nálam”.
Sia 2014 augusztusában házasodott össze a dokumentumfilmes Erik Anders Langgal a kaliforniai Palm Springsben lévő otthonában. A pár 2016-ban vált el. A Howard Stern Show-ban való 2014-es szereplése során Sia-t megkérdezték, hogy vallásos-e, mire ő így válaszolt: „Hiszek egy felsőbb hatalomban, amit úgy hívnak, hogy 'Whatever Dude', és ő egy queer, szörfös Mikulás, aki egy kicsit olyan, mint a nagyapám, szóval igen”. Ugyanebben az interjúban kijelentette, hogy feminista, és hogy isteni ihletéssel írta Rihanna Diamonds című dalának szövegét. Sia egyik kezén a  „Whatever Dude” felirat olvasható. Sia az ausztrál keresztény rockzenész Peter Furler unokatestvére.
2019-ben Sia örökbe fogadott két fiút, akik a nevelőszülői rendszerből kerültek ki. 2020-ban Sia bejelentette, hogy nagymama lett, amikor két 19 éves fia közül az egyiknek ikrei születtek.

### Szexualitás
2008-ban Sia interjúkban beszélt szexuális orientációjáról és felfedte JD Samsonnal való kapcsolatát; 2011-ben szakítottak. Amikor 2009-ben a szexualitásáról kérdezték, azt mondta: „Mindig is randiztam fiúkkal és lányokkal, és mindenfélével a kettő között. Nem érdekel, hogy milyen nemű vagy, az emberekről van szó. ... Mindig is... nos, rugalmas voltam, ezt a szót használnám”. Sia 2013-ban a Twitteren queerként azonosította magát.

### Egészség és kábítószer-használat
Sia depressziótól szenvedett, fájdalomcsillapítókon élt és alkohol problémái voltak, 2010-ben az öngyilkosságot is fontolgatta, búcsúlevelet is írt. Egy barátja felhívta, és akaratlanul megmentette az életét. Ezt követően Sia csatlakozott az Anonim Alkoholistákhoz. Sia 2010-ben rossz egészségi állapota miatt számos promóciós eseményt és koncertet lemondott. Rendkívüli letargiára és pánikrohamokra hivatkozott, és fontolgatta, hogy végleg visszavonul a fellépéstől és a turnézástól. Azt nyilatkozta, hogy Basedow-kórt diagnosztizáltak nála. Még abban az évben Sia azt mondta, hogy a pihenés és a pajzsmirigy szuppressziós kezelés után javult az egészségi állapota. 2019-ben Sia kijelentette, hogy Ehlers-Danlos-szindrómában szenved. Azt is elmondta, hogy komplex poszttraumás stressz zavarral diagnosztizálták, amely gyermekkori traumákból – többek között abból, hogy kilencéves korában szexuálisan bántalmazták –, és autizmusból ered. Sia elmondta, hogy a Music című filmjével kapcsolatos visszatetszések után visszaesett, ismét öngyilkossági hajlama lett, és visszatért a rehabilitációra.

## Aktivizmus
Sia vegetáriánus, és „régóta az állatok szószólója”. Részt vett a nagyüzemi állattenyésztés elleni tiltakozó kampányokban, és arra ösztönözte az embereket, hogy ivartalanítsák háziállataikat. 2013-ban előadta I’m in Here című dalát a Beagle Freedom Project gálán, 2015-ben pedig megírta a Free the Animal című dalt a „kegyetlenségmentes ... divatot” támogató közösségi hirdetésekhez. A 2016-os Nostalgic for the Present turnéja során Sia különböző mentőszervezetekkel működött együtt, hogy minden egyes koncertjén kutya örökbefogadási vásárt tartson. 2017-ben egy másik nyilvános bejelentést tett közzé, hogy ösztönözze a háziállatok örökbefogadását. Ő a narrátora a Dominion című állatjogi dokumentumfilmnek..

## Diszkográfia
- OnlySee (1997)
- Healing Is Difficult (2001)
- Colour the Small One (2004)
- Some People Have Real Problems (2008)
- We Are Born (2010)
- 1000 Forms of Fear (2014)
- This Is Acting (2016)
- Everyday Is Christmas (2017)
- Music – Songs from and Inspired by the Motion Picture (2021)[204]
- Reasonable Woman (2024)

## Turnék
- We Meaning You Tour (2010–2011)
- We Are Born Tour (2011)
- Nostalgic for the Present Tour (2016–2017)

## Fordítás
- Ez a szócikk részben vagy egészben  a   Sia Furler című angol Wikipédia-szócikk fordításán alapul.  Az eredeti cikk szerkesztőit annak laptörténete sorolja fel. Ez a jelzés csupán a megfogalmazás eredetét és a szerzői jogokat jelzi, nem szolgál a cikkben szereplő információk forrásmegjelöléseként.
- Ez a szócikk részben vagy egészben  a   Sia discography című angol Wikipédia-szócikk fordításán alapul.  Az eredeti cikk szerkesztőit annak laptörténete sorolja fel. Ez a jelzés csupán a megfogalmazás eredetét és a szerzői jogokat jelzi, nem szolgál a cikkben szereplő információk forrásmegjelöléseként.